# Kaltán
Kaltán (en ruso: Калтан) se encuentra a unos 27 kilómetros al sur de Novokuznetsk y a 338 kilómetros, por carretera, al sur de Kémerovo, capital del óblast del mismo nombre. 
Aunque la población se fundó en 1946 con la construcción de la planta de energía del sur del Kuzbass, Kaltán tiene estatus de ciudad desde 1959. Es considerada una de las ciudades más limpias y verdes de la región.
La ciudad está situada en la parte sur de la región de Kémerovo, en la llanura de inundación del río Kondoma, un afluente del río Tom. La línea férrea Novokuznetsk-Tashtagol cruza la ciudad y conecta con el resto de líneas de ferrocarril de la Federación Rusa. La carretera regional Osínniki-Kaltan proporciona conexión con Novokuznetsk e el área de Tashtagol y la República de Altái, además de las regiones del norte y este de Siberia.
El relieve de la zona es montañoso y accidentado. La zona está clasificada como de actividad sísmica. Al oeste de la ciudad existen depósitos de carbón. Estratos de estructura compleja, de entre 1,1 y 3,3 metros de espesor. Los recursos estimados de la veta de carbón es de unos 26 millones de toneladas.

## Demografía
| 1959 | 1967 | 1970 | 1979 | 1989 | 1992 | 1996 | 1998 | 2000 | 2001 |
| ---- | ---- | ---- | ---- | ---- | ---- | ---- | ---- | ---- | ---- |
| 26,6 | 28,0 | 28,0 | 25,0 | 25,4 | 25,8 | 26,5 | 26,4 | 26,1 | 25,9 |
| 2003 | 2005 | 2006 | 2007 | 2008 | 2009 | 2010 |      |      |      |
| 26,0 | 25,3 | 25,0 | 24,9 | 24,8 | 24,9 | 24,8 |      |      |      |

## Cómo llegar
En avión: Aeropuerto de Novokuznetsk-Spichenkovo. Vuelos desde Moscú y otras ciudades.
En tren: Desde la estación de Novokuznetsk. Los trenes llegan desde muchas ciudades de Rusia. La línea Kemerovo-Tashtagol pasa por Kaltan. Se puede utilizar la línea de cercanías en dirección a Mundybash.
Autobús: línea 103 desde la estación de autobuses de Novokuznetsk.
También se puede llegar en taxi. Dependiendo del medio de transporte, el viaje desde Novokuznetsk puede durar entre 30 minutos y 1 hora.

## Clima
| Parámetros climáticos promedio de Kaltán | Parámetros climáticos promedio de Kaltán | Parámetros climáticos promedio de Kaltán | Parámetros climáticos promedio de Kaltán | Parámetros climáticos promedio de Kaltán | Parámetros climáticos promedio de Kaltán | Parámetros climáticos promedio de Kaltán | Parámetros climáticos promedio de Kaltán | Parámetros climáticos promedio de Kaltán | Parámetros climáticos promedio de Kaltán | Parámetros climáticos promedio de Kaltán | Parámetros climáticos promedio de Kaltán | Parámetros climáticos promedio de Kaltán | Parámetros climáticos promedio de Kaltán |
| Mes                                      | Ene.                                     | Feb.                                     | Mar.                                     | Abr.                                     | May.                                     | Jun.                                     | Jul.                                     | Ago.                                     | Sep.                                     | Oct.                                     | Nov.                                     | Dic.                                     | Anual                                    |
| ---------------------------------------- | ---------------------------------------- | ---------------------------------------- | ---------------------------------------- | ---------------------------------------- | ---------------------------------------- | ---------------------------------------- | ---------------------------------------- | ---------------------------------------- | ---------------------------------------- | ---------------------------------------- | ---------------------------------------- | ---------------------------------------- | ---------------------------------------- |
| Temp. máx. media (°C)                    | -11.9                                    | -9.1                                     | -1.9                                     | 5.8                                      | 18.8                                     | 24.7                                     | 27.8                                     | 24.8                                     | 15.7                                     | 5.9                                      | -4.8                                     | -10.6                                    | 7.1                                      |
| Temp. media (°C)                         | -16.3                                    | -15                                      | -9.1                                     | -0.6                                     | 10.5                                     | 16.1                                     | 19                                       | 16.3                                     | 8.9                                      | 1.1                                      | -9.1                                     | -14.7                                    | 0.6                                      |
| Temp. mín. media (°C)                    | -20.9                                    | -20.7                                    | -16.2                                    | -7.3                                     | 3.3                                      | 8                                        | 11.5                                     | 9.6                                      | 3.4                                      | -2.8                                     | -13.4                                    | -19.1                                    | -5.4                                     |
| Fuente: Kémerovo-Méteo                   |                                          |                                          |                                          |                                          |                                          |                                          |                                          |                                          |                                          |                                          |                                          |                                          |                                          |

## Enlaces
- Wikimedia Commons alberga una categoría multimedia sobre Kaltán.
- Sitio oficial de la administración de Kaltán (en ruso)
- Historia de la ciudad (en ruso)
- Enciclopedia Popular de Ciudades y Regiones de Rusia "Mi Ciudad" (en ruso)

- Datos: Q143722
- Multimedia: Kaltan / Q143722